# José Eugênio Müller
José Eugênio Müller (* 28. November 1889 in Itajaí; † 3. Mai 1973 in Rio de Janeiro) war ein brasilianischer Politiker.

## Leben
Der deutschstämmige Müller war vom 31. Januar 1951 bis 28. Oktober 1955 Präfekt der Stadt Nova Friburgo. Während seiner Amtszeit wurde das Netz der Wasserversorgung erweitert und stadtplanerische Arbeiten durchgeführt.
Als Bundespolitiker war er von 1935 bis 1937 als Bundesabgeordneter für Santa Catarina und von 1957 bis 1958 als Bundesabgeordneter für den Bundesstaat Rio de Janeiro tätig.
Ihm zu Ehren wurde die Rua José Eugênio Müller in Nova Friburgo benannt.